# Sabtang
Sabtang es un municipio filipino de quinta categoría perteneciente a  la provincia de Batanes en la Región Administrativa de Valle del Cagayán, también denominada Región II.

## Geografía
Se trata de un grupo de islas  situado al sur de  la isla de Batán pertenecientes al archipiélago de las Batanes, situado en el estrecho de Luzón entre la isla de  Luzón y  la  de Formosa. Este grupo de islas constituyen la provincia filipina más septentrional siendo Sabtang el municipio  situado al sur, en el canal de Balintang que las separa de las  Islas Babuyan.
Tiene una extensión superficial de 40.70 km² y según el censo del 2007, contaba con una población de 1.465 habitantes, 1.637 el día primero de mayo de 2010

### Ubicación
| Noroeste:Estrecho de Luzón        | Norte: Ivana            | Noreste: Uyugan        |
| Oeste: Mar de la China Meridional |                         | Este: Océano Pacífico  |
| Suroeste: Islas Babuyan           | Sur: Canal de Balintang | Sureste: Islas Babuyan |

### Barangayes
Sabtang se divide administrativamente en 6 barangayes o barrios, cuatro carácter rural y dos de carácter urbano.
- Chavayan
- Malakdang (Población)
- Nakanmuan
- Savidug
- Sinakan (Población)
- Sumnanga